# Saint-Clément-sur-Durance

Saint-Clément-sur-Durance este o comună în departamentul Hautes-Alpes, Franța. În 1 ianuarie 2022 avea o populație de 332 de locuitori.